# Jandaia
Jandaia là một đô thị thuộc bang Goiás, Brasil. Đô thị này có diện tích 864,104 km², dân số năm 2007 là 6244 người, mật độ 7,2 người/km².